# Tomorrow Is Another Day (film)
Tomorrow Is Another Day is een film noir-misdaadfilm uit 1951 van Felix E. Feist, met in de hoofdrollen Ruth Roman en Steve Cochran. 
Bill Clark (Steve Cochran) is een ex-gevangene die denkt dat hij een man vermoordde. Hij duikt onder met Catherine Higgins (Ruth Roman), een danseres van wie het vriendje het vermeende moordslachtoffer is.

## Rolverdeling
| Acteur         | Personage                    |
| -------------- | ---------------------------- |
| Ruth Roman     | Catherine 'Cay' Higgins      |
| Steve Cochran  | Bill Clark / Mike Lewis      |
| Lurene Tuttle  | Mrs. Dawson                  |
| Ray Teal       | Mr. Dawson                   |
| Morris Ankrum  | Hugh Wagner                  |
| John Kellogg   | Dan Monroe                   |
| Lee Patrick    | Janet Higgins                |
| Hugh Sanders   | Detective Lt. George Conover |
| Stuart Randall | Frank Higgins                |
| Robert Hyatt   | Johnny Dawson                |
| Harry Antrim   | de bewaker                   |
| Walter Sande   | sheriff                      |